# Bridget Dirrane
Bridget Dirrane (15 novembre 1894 - 31 décembre 2003) est une infirmière, une centenaire et une mémorialiste irlandaise,,.

## Jeunesse
Bridget Dirrane est née à Oatquarter dans le village de Kilmurvey sur l'île d'Inishmore dans les îles d'Aran du comté de Galway, le 15 novembre 1894. Elle est la plus jeune enfant de Joseph et Maggie Gillan (née Walsh). Son père est tisserand de drap de flanelle et a une petite ferme. Elle a quatre frères et trois sœurs. Son frère aîné est pêcheur. Il meurt à 21 ans en 1901 et son père est meurt avant 1911. Malgré ces difficultés, tous les enfants vont à l'école, l'un de ses frères devient professeur d'irlandais puis inspecteur d'irlandais. La famille parle irlandais à la maison, mais tous sont bilingues anglais. Dirrane est scolarisé à l'école nationale d'Oatquarter jusqu'à l'âge de 14 ans. Elle part travailler dans des maisons locales où elle s'occupe des enfants. Plus tard, dans ses mémoires, elle affirme avoir rencontré Joseph Plunkett, Éamonn Ceannt, Thomas MacDonagh, Thomas Ashe et Patrick Pearse lors de leur visite de l'île. Dans une maison où elle s'occupe des enfants, elle aurait discuté de politique et de plans pour l'insurrection de Pâques 1916 avec eux.
Elle est républicaine et devient membre de Cumann na mBan en 1918 alors qu'elle travaille pour le père Matthew Ryan en tant que femme de ménage. Elle est impliquée dans l'assistance aux fugitifs des autorités. En raison de leurs sympathies républicaines connues, les Black and Tans font une descente dans les maisons de la famille Gillan.

## Carrière
Dirrane déménage à Dublin en 1919 pour se former à l'hôpital St Ultan en tant qu'infirmière. Elle est toujours sous surveillance et est arrêtée aux côtés de son employeur Claude Chavasse alors qu'elle travaille comme infirmière dans sa maison. Elle est détenue à Dublin Bridewell pendant deux jours avant d'être transférée à Mountjoy. Au moment de son emprisonnement, elle n'est ni inculpée ni jugée. Son refus de parler anglais mets les gardes en colère, ce qui conduit à sa grève de la faim pendant plusieurs jours en 1920 jusqu'à sa libération. Elle participe à la veillée Cumann na mBan à l'extérieur de Mountjoy en novembre 1920, lors de la pendaison de Kevin Barry
Elle travaille chez Richard Mulcahy pendant deux ans, avant d'émigrer aux États-Unis en 1927 pour poursuivre sa carrière d'infirmière. Elle travaille à Boston où elle est une membre active de la communauté des émigrants irlandais aux côtés d'anciens voisins des îles d'Aran et de quelques proches. Elle travaille dans un hôtel pendant un certain temps, mais retourne aux soins infirmiers après son mariage avec Edward 'Ned' Dirrane en novembre 1932 dans la section Jamaica Plain de Boston. Ned est un ouvrier à Boston, également originaire d'Inishmore. Il meurt d'une insuffisance cardiaque en 1940. Dirrane poursuit sa carrière d'infirmière dans les hôpitaux et en tant qu'infirmière de district. Le 13 mai 1940, elle est naturalisée américaine. Pendant la Seconde Guerre mondiale, elle travaille comme infirmière dans une usine de munitions et dans une base de bombardiers des forces aériennes de l'armée américaine au Mississippi. Elle fait du démarchage pour John F. Kennedy dans la communauté irlandaise du sud de Boston lorsqu'il se présente aux élections présidentielles en 1960. Jean Kennedy Smith rend visite Dirrane en 1997 à Galway pour souligner sa contribution. Dirrane rencontre également le sénateur Edward Kennedy.

## Fin de vie
Après sa retraite, Dirrane vit d'abord avec son neveu. Elle retourne ensuite sur les îles d'Aran en 1966 à l'âge de 72 ans. Là, elle vit avec son beau-frère, Pat Dirrane, un veuf avec trois fils adultes. Ils se marient lors d'une cérémonie privée le 27 avril 1966. Elle continue à vivre sur l'île après la mort de Pat le 28 février 1990, vivant avec son beau-fils. Elle emménage finalement dans une maison de soins infirmiers à Newcastle dans la banlieue de Galway. Pour la célébration de son centième anniversaire, elle finance une statue de Notre-Dame Marie dans un puits sacré à Corough sur Inishmore. À 103 ans, l'infirmière de la maison de soins infirmiers de Dirrane s'arrange pour qu'un écrivain local Jack Mahon enregistre les souvenirs de Dirrane et les rassemble dans un livre. Le livre, A woman of Aran, est publié en 1997 et est un best-seller pendant plusieurs semaines. En mai 1998, Dirrane reçoit un diplôme honorifique, un MA honoris causa, de l'université nationale d'Irlande à Galway, faisant d'elle la personne la plus âgée à en recevoir un.
Dirrane meurt le 31 décembre 2003, à l'âge de 109 ans, à Galway. Elle est enterrée sur Inishmore.